# Ekvipagemester
 Denne artikel bør gennemlæses af en person med fagkendskab for at sikre den faglige korrekthed.

Ekvipagemester [-’pa.sjə-] er i Søværnet en ældre tjenstgørende søofficer, som regel en kommandør, der er chef for Ekvipageafdelingen og stabschef hos chefen for Orlogsværftet, hvor han leder bevogtnings-, sikkerheds- samt polititjenesten. Ekvipagemesteren har her desuden ansvaret for skibenes forhaling og fortøjning og anviser dem kajplads. Endvidere udarbejder han driftsplanen for ekvipagens arbejder. Navnet ekvipagemester stammer fra sejlskibsperioden, hvor han ledede ekviperingen af skibene og havde kommandoen over hele det personel, der udførte dette arbejde og senere udkommanderedes med skibene. I det 17. århundrede var ekvipagemesteren faktisk den ledende på det daværende orlogsværft, Bremerholm. En tid lang bestyredes Holmen af en over-ekvipagemester, der væsentlig havde samme myndighed som nutildags chefen for Orlogsværftet.